# ترون، اسکاتلند
ترون (به انگلیسی: Troon) یک شهرک در اسکاتلند است که در ایرشر جنوبی  واقع شده‌است. ترون ۱۴٬۶۸۰ نفر جمعیت دارد.